# Vestul Statelor Unite

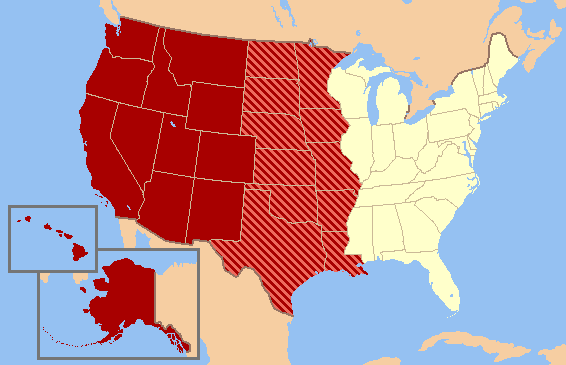
Definițiile regionale ale Vestului American pot diferi mult de la o sursă la alta. Statele colorate în roșu închis sunt, de obicei, incluse în ceea ce este azi considerat Vestul American, în timp ce restul de state, colorate/hașurate în roșu mai deschis, sunt doar uneori considerate parte a aceluiași Vest. Harta nu reprezintă o definiție istorică a vestului SUA aplicabilă pentru deceniile de dinaintea expansiunii către apus a țării, prin achiziția teritoriilor cunoscute ca: Alaska, Hawaii, Oregon, Louisiana și Cesiunea Mexicană.

Vestul Statelor Unite, numit și Vestul American, sau mai simplu Vestul, conform termenului original Western United States sau The West sau doar West, se referă tradițional la regiunea în care se află cele mai apusene state ale SUA. Datorită faptului că SUA au trecut printr-un proces de extindere către apus, definiția "vestului" a evoluat odată cu creșterea țării. 
"Vestul" a jucat un rol important în istoria Americii. Vechiul vest este nota definitorie a folclorului american. 